# Paste Up Morras
Paste up Morras (Ciudad de México, noviembre de 2018) es una colectiva mexicana integrada por mujeres que utilizan la técnica de arte urbano conocida como paste up o street poster art junto con otras como el grafiti, el stencil o stickers. Ellas mismas se definen como una colectiva antipatriarcal de morras que hacen gráfica, intervención y registro en las calles, pues utilizan esta forma de intervención artística para denunciar el acoso y la violencia de género, así como exponer reflexiones sobre el cuerpo femenino, la libertad sexual, el amor propio.

## Organización
Antes de integrarse como colectiva, las integrantes ya se dedicaban a realizar arte urbano con su propio estilo por medio de grafiti, diseño digital, pintura, incluso algunas de ellas ya pegaban carteles en la calle. La colectiva surge cuando algunas de las artistas comienzan a cuestionarse porque las mujeres en el arte callejero no son visibles como los varones. Por lo que crearon un grupo de WhatsApp para organizarse y salir a la calle a realizar intervenciones con el objetivo de hacer visible la imagen de la mujer como dueñas del espacio y no solo como objeto. Esta forma de organización es una jerarquía horizontal porque cada una decide cuando y con quienes participar. Sus integrantes son alrededor de 50 mujeres, provenientes de Puebla, Morelos y Ciudad de México.

Layda Jacqueline Estrada Bautista y Nallely Robles Méndez y Tova mencionan que:
“una consigna del grupo es la creación con sentido, es decir, usar el arte para hacer visible la violencia machista, el racismo, los estereotipos y el amor propio como catalizadores del cambio social”
Además de hacer intervenciones en los días conmemorativos del 8 de Marzo y 25 de Noviembre, su activismo gráfico también esta encaminado a la difusión y enseñanza de la técnica de paste up, calcomanías con recursos reciclados o carteles, así como la donación de playeras con sus obras para apoyar a familias de víctimas de feminicidios o a las mujeres que privaron de su libertad por defensa propia.

## Conflictos
A través de las intervenciones en la calle la colectiva ha generado controversia por los mensajes que exponen en sus gráficas. Así mismo, la ocupación del espacio público sin permisos explícitos ha provocado tensiones con las autoridades, como lo sucedido en 2021 con el mural de protesta que realizaron frente a la estación Ricardo Flores Magón de la línea 3 del Metrobús de la Ciudad de México en conmemoración por el 8 de Marzo, Día Internacional de la Mujer, el cual fue tapado dos días después con propaganda del partido político MORENA, a favor del aspirante a diputado local Manuel Oropeza.
La colectiva lanzó un pronunciamiento en sus redes sociales, en el cual denunció este acto como un intento de censura y represión por parte del estado, ya que MORENA era el partido político de la administración de la ciudad en ese momento. En este pronunciamiento también denuncian la indiferencia de las autoridades ante la violencia que viven las mujeres en el país, señalaron que más de 10 mujeres son asesinadas al día y 15 sufren violencia sexual cada hora.  Así mismo exhortaron a las mujeres a actuar frente a esa indiferencia del estado y enfatizaron que no se detendrían a seguir realizando este tipo de intervenciones.

## Relevancia
Además de la importancia que ha tenido la colectiva en el arte urbano, al impulsar las gráficas de mujeres en una técnica como el paste up, como señala Lucila Navarrete sus prácticas también se han asociado con el arte urbano feminista, no sólo por la naturaleza de sus reclamos, sino porque quiebra las convenciones culturales y la lógica patriarcal que concede propiedad masculina a los espacios públicos.
Las intervenciones artísticas de la colectiva y su presencia en el espacio público han sido analizadas como una forma de activismo feminista que ha incidido en la forma en que se representa a las mujeres. El maestro en Estudios y Procesos Creativos en Arte y Diseño por la Universidad Autónoma de Ciudad Juárez, Sergio Raúl Recio observa en las intervenciones de la colectiva una forma para concientizar a la sociedad sobre las situaciones sociales que viven las mujeres, abordando temas como violencia feminicida, despolitización corporal, acoso, comunidad LGBT y +, diversidad, machismo y aborto.
Layda Jacqueline Estrada Bautista y Nallely Robles Méndez y Tovar señalan que las creaciones artísticas realizadas por Paste up Morras también funcionan como un catalizador para mujeres que viven violencia puedan darse cuenta y se sientan acompañadas en el proceso para salir de estos entornos violentos. Para ellas, el hecho de que sus creaciones artísticas estén en la calle contribuye a que todas las personas volteen; acción que puede ocasionar en los espectadores coraje, sentimientos de identificación o reflexión.

Por otro lado, otro grupo de investigadores consideran que la producción artística de Paste up Morras es una acción política que va delineando el espacio colectivo ya que:
“la ocupación silenciosa de los muros reconfigura, casi inadvertidamente, el paisaje urbano, proponiendo una suerte de resignificación de lo público”
De este modo, la colectiva Paste up Morras exponen una mirada sobre el arte como algo público, con lo cual se puede convivir en la calle, en el espacio abierto y no en el interior de los muros de un museo.